# Алиартос
Али́артос (греч. Αλίαρτος) — малый город в Греции. Административный центр общины Алиартос-Теспие в периферийной единице Беотия в периферии Центральная Греция. Расположен на высоте 114 м над уровнем моря, на правом (южном) берегу реки Кифисос, на южном краю впадины озера Копаида, у подножья гор Геликон, к западу от города Фивы. Население 4402 человека по переписи 2011 года.
В городе находится железнодорожная станция железной дороги Пирей — Салоники.

## История
Близ Алиартоса находятся развалины древнего беотийского города Галиарт. По преданию, переданному Павсанием, город основан Галиартом, сыном Терсандра, сына Сизифа, усыновлённым дядей Афамантом.
До 1953 года (ΦΕΚ 195Α) назывался Му́лки (Μούλκι), затем был переименован в Алиартос по названию древнего города Галиарт.

## Сообщество
Сообщество Мулки (Κοινότητα Μουλκίου Λεβαδείας) создано в 1912 году (ΦΕΚ 262Α). В 1953 году (ΦΕΚ 195Α) сообщество переименовано в Алиартос (Κοινότητα Αλιάρτου). В сообщество входит село Мазион. Население 4847 человек по переписи 2011 года. Площадь 67,042 км².
| Населённый пункт | Население (2011), человек |
| ---------------- | ------------------------- |
| Алиартос         | 4402                      |
| Мазион           | 445                       |

## Население
| Год  | Население, человек |
| ---- | ------------------ |
| 1991 | 4005               |
| 2001 | 4352               |
| 2011 | ↗ 4402             |